# GE Evolution Series
General Electric Evolution Series je serija dizel-električnih lokomotiv, ki jih je razvil ameriški GE Transportation Systems. Na voljo so dva tipa trakcijskih motorjev: na izmenični tok (AC) ali pa na enosmerni tok (DC). Vse različice uporabljajo dizelski motor GE GEVO.Revija Trains Magazine uvršča to lokomotivo med 10 lokomotiv, ki so spremenili železnice. 
Večina lokomotiv se uporablja v ZDA in Kanadi, so pa jih izvozili tudi na Kitajsko, Mehiko, Kazakstan, Egipt, Avstralijo in Brazilijo.

## Uporabniki
- ArcelorMittal
- BNSF Railway
- Canadian National
- Canadian Pacific Railway
- Cerrejón
- Citicorp Railmark Inc. (Citirail) CREX
- Cemex
- CSX Transportation
- Ferromex
- Ferrosur
- Florida East Coast Railway
- Iowa Interstate Railroad
- Kansas City Southern
- Kansas City Southern de México
- Norfolk Southern Railway
- Sava Transportation (Savatran) SVTX
- Union Pacific Railroad

## Galerija
- NS ES40DC
- ES44DC (spredaj), Dash 9-44CW (zadaj)
- Canadian Pacific ES44AC
- BNSF ES44DC
- CSX ES44AC
- AC4400CW (spredaj), ES44AC (zadaj)